# Rafael Calatayud Belenguer
Rafael Calatayud Belenguer (València, 1955) és un autor, actor i director de teatre valencià.
És llicenciat per l'Escola Superior d'Art Dramàtic de València i el 1983 va fundar la companyia de teatre La Pavana, de la qual és director artístic. Ha realitzat cursos d'interpretació amb Lluís Pascual, John Strasberg i Odín Teatret i seminaris de direcció amb José Carlos Plaza i Pere Planella.
Ha dirigit més de 45 muntatges de la seva companyia pel Centre Dramàtic de la Generalitat Valenciana, Institut Valencià de la Música, Escalante Centre Teatral, Teatres de la Generalitat Valenciana, el més reeixit de tots ells La mujer de negro, i ha participat com a actor en nombrosos muntatges teatrals, pel·lícules i sèries de televisió. També és professor de direcció a l'Escola d'Art Dramàtic de València.
El 2007 va obtenir el Premi de les Arts Escèniques de la Generalitat Valenciana a la millor direcció escènica per Bebé i al millor espectacle infantil per Escapa't amb mi, monstre!. El 2017 li fou atorgat el Premi Narcís per Actors i Actrius Professionals Valencians (AAPV).

## Actuacions
Teatre
- 2017: En la orilla, de Rafael Chirbes. Direcció: Adolfo Fernández.
- 2016: Happy End, de Bertolt Brecht i Dorothy Lane. Direcció: Salva Bolta.
- 2016: Escuela nocturna, d'Harold Pinter. Versió i direcció: Rafael Calatayud.
- 2013: 1 hora y 1/2 de retraso. Direcció: Rafael Calatayud. Producció: La Pavana.
- 2011: Una jornada particular. Direcció: Rafael Calatayud. Producció: La Pavana.
- 2008: Tres sombreros de copa. Direcció: Antonio Díaz Zamora.
- 2005: Teràpies. Direcció: Rafael Calatayud.
- 1998: L'altre. Direcció: Carles Alfaro.
- 1992-1993: Posdata: el teu gat ha mort. Direcció: Juli Leal.
- 1987-1988: Crónica civil 36 -39, Ananda Dansa.
- 1986-1987: La marquesa Rosalinda. Direcció: A Arias.
- 1985-1986: Per davant i per darrere. Direcció: A Herold.
- 1984-1985: Orquesta de señoritas. Direcció: Antonio Díaz Zamora.
- 1981-1982: Flor de Otoño. Direcció: Antonio Díaz Zamora.

Cinema
- 2011: Operación Malaya de Manuel Huerga
- 2010: 9 meses de Miguel Perelló.
- 2009: Alan muere al final de la película de Xavier Manich.
- 2001: Sagitario de Vicente Molina Foix.
- 1997: El hombre de la nevera de Toni Canet.
- 1990: 'Amanece como puedas de José Luis Cuerda.

Televisió
- 2013: El secreto de Puente Viejo (dos episodis, Antena 3)
- 2014: Los misterios de Laura (Un episodi, TVE)
- 2010: Bon dia, bonica (protagonista, RTVV)
- 2009: Amar es para siempre (dos episodis, TVE)
- 2004: Hospital Central (dos episodis, Telecinco)
- 2004: Lobos (un episodi, Telecinco)
- 2002: Cuéntame cómo pasó (quatre episodis, TVE).
- 1990: La demana de la novia. RTVV (Canal 9).